# ديفيد ويلكيرسون
ديفيد ويلكيرسون (بالإنجليزية: David Wilkerson)‏ هو سياسي أمريكي، ولد في 6 يناير 1969 في الولايات المتحدة. حزبياً، نشط في الحزب الديمقراطي. وقد انتخب عضو مجلس نواب جورجيا.

## وصلات خارجية
- الموقع الرسمي